# Донзак (Ланд)
Донзак (фр. Donzacq) насеље је и општина у југозападној Француској у региону Аквитанија, у департману Ланд која припада префектури Дакс.
По подацима из 2011. године у општини је живело 452 становника, а густина насељености је износила 38,63 становника/km². Општина се простире на површини од 11,7 km². Налази се на средњој надморској висини од 72 метара (максималној 112 m, а минималној 20 m).

## Демографија
| 1962. | 1968. | 1975. | 1982. | 1990. | 1999. | 2011. |
| ----- | ----- | ----- | ----- | ----- | ----- | ----- |
| 497   | 505   | 462   | 447   | 392   | 388   | 452   |

График промене броја становника у току последњих година